# Рицар на книгата
Рицар на книгата е награда, която се връчва на журналисти и други изявени личности, отдали своя принос към книгоиздаването и популяризирането книгите в България. Наградата е учредена от издателство Сиела през 2004 г., като от 2008 г. се връчва от Асоциация „Българска книга“. Между 2009 и 2015 г. церемонията по връчване на книгата се провежда в Националната библиотека „Св. св. Кирил и Методий“ на 23 април – Световен ден на книгата и авторското право. През 2016 г. церемонията е отново в НДК, а домакин през 2017 г. и 2018 г. е Музеят за история на гр. София.
Наградата се връчва по случай Световния ден на книгата и авторското право под егидата на ЮНЕСКО (23 април), като в България този ден бележи и края на Националната кампания за насърчаване на четенето „Походът на книгите“, започваща на 2 април, Международния ден на детската книга.
Скандал при раздаване на наградите се развива през 2009 г., когато наградата в категория „политик и общественик“ получава Сергей Станишев. В знак на протест издателство ПАН напуска Асоциация „Българска книга“, а журналистите бойкотират церемонията по награждаване. Сергей Станишев също не се появява на церемонията, за да получи наградата си.

## Носители на наградата

### Рицари за 2017[1]
- Носител на званието „Рицар на книгата“ за 2017 г. – „Денят започва с култура“ на Българската национална телевизия.

### Рицари за 2016[2]
- Носител на званието „Рицар на книгата“ за 2016 г. – г-жа Йорданка Фандъкова, кмет на Столична община.

### Рицари за 2015[3][4][5]
- Категория „Електронни медии – радио и телевизия“ – Йордан Ефтимов за рубриката „Битката на книгите“ в рамките на предаването „Библиотеката“ по БНТ
- Категория „Печатни медии – вестници и списания“ – Амелия Личева, в. „Литературен вестник“
- Категория „Интернет базирани медии“ – Ивет Лолова, kafene.bg
- Специална награда „Рицар на книгата“ за политик или общественик с най-голям принос през изминалата година за българското книгоиздаване, за стимулиране на четенето сред най-малките и учениците – Съюз на народните читалища.

### Рицари за 2014[6][7]
- Категория „Електронни медии – радио и телевизия“ – Савелина Савова, Хоризонт до обед, БНР
- Категория „Печатни медии – вестници и списания“ – Вилиана Семерджиева, в. „Дума“
- Категория „Интернет базирани медии“ – Валентина Стоева, Detskiknigi.com
- Специална награда „Рицар на книгата“ за политик или общественик с най-голям принос през изминалата година за българското книгоиздаване, за стимулиране на четенето сред най-малките и учениците – Мирослав Боршош, изпълнителен директор на НДК – за развитието на бранша, за създаването на Националния център за книгата с програма за популяризиране на четенето и издаването на българска литература и за ангажименти за дългосрочно партньорство в предстоящите издания на Софийския международен литературен фестивал и Софийския международен панаир на книгата.

### Рицари за 2013[8]
- Категория „Електронни медии – радио и телевизия“ – Ива Дойчинова, радио „ФМ+“
- Категория „Печатни медии – вестници и списания“ – Марин Бодаков, в. „Култура“
- Категория „Интернет базирани медии“ – Румен Леонидов за сайта Факел.бг
- Специална награда „Рицар на книгата“ за политик или общественик с най-голям принос през изминалата година за българското книгоиздаване, за стимулиране на четенето сред най-малките и учениците – поради сложната политическа обстановка в страната през тази година Асоциация „Българска книга“ не присъжда почетната статуетка „Рицар на книгата“ в категорията „политик или общественик“.

### Рицари за 2012[9]
- Категория „Електронни медии – радио и телевизия“ – Георги Ангелов, водещ на „Денят започва с култура“ по БНТ
- Категория „Печатни медии – вестници и списания“ – Людмила Габровска, в. „Монитор“
- Категория „Интернет базирани медии“ – Александър Кръстев, за сайта „Аз чета“
- Специална награда „Рицар на книгата“ за политик или общественик с най-голям принос през изминалата година за българското книгоиздаване, за стимулиране на четенето сред най-малките и учениците – Калинка Попстефанова, зам.-кмет по култура и образование на община Варна

### Рицари за 2011[10]
- Категория „Електронни медии – радио и телевизия“ – Андрей Захариев, БНТ, за предаването „Библиотеката“
- Категория „Печатни медии – вестници и списания“ – Иван Матанов, вестник „Стандарт“
- Категория „Интернет базирани медии“ – Георги Грънчаров, за блога „Библиотеката“
- Специална награда „Рицар на книгата“ за политик или общественик с най-голям принос през изминалата година за българското книгоиздаване, за стимулиране на четенето сред най-малките и учениците – Ваня Грашкина (председател на УС на ББИА през последните 10 години) за дългогодишната ѝ работа в подкрепа на книгата, за защитата на високи библиотечни стандарти, за Националната кампания за възраждане на библиотеката.
- Специална награда „Рицар на книгата“ за цялостен принос в популяризирането на книгите и четенето – доц. Александър Кьосев
- Извънредна специална грамота за значим жест на родолюбие и подкрепа на международния книгообмен – капитан Янко Георгиев, изпълнителен директор на Bulgaria Air

### Рицари за 2010[11]
- Категория „Електронни медии – радио и телевизия“ – Гриша Атанасов, създател и водещ на „Книги завинаги“
- Категория „Печатни медии – вестници и списания“ – Пепа Йорданова, вестник „Всичко за семейството“
- Категория „Интернет базирани медии“ – Лили Георгиева, actualno.com
- Специална награда „Рицар на книгата“ за политик или общественик с най-голям принос през изминалата година за българското книгоиздаване, за стимулиране на четенето сред най-малките и учениците – Славчо Атанасов, кмет на град Пловдив
- Специална награда „Рицар на книгата“ за цялостен принос в популяризирането на книгите и четенето – Петко Тодоров, постоянен коментатор в предаването „Книги завинаги“ на радио „Алма Матер“ и автор на страници за книги във вестниците „Сега“ и „Стандарт“

### Рицари за 2009[12]
- Категория „Електронни медии – радио и телевизия“ – Дарина Анастасова, предаването „Артефир“ на програма „Христо Ботев“ на БНР
- Категория „Печатни медии – вестници и списания“ – Аглика Георгиева, вестник „Новинар“
- Категория „Интернет базирани медии“ – Александър Ненов, за кампанията „Якото четене“
- Специална награда „Рицар на книгата“ за цялостен принос в популяризирането на книгите и четенето – Петър Величков, в. „24 часа“
- Специална награда „Рицар на книгата“ за заслуги за защитата на интелектуалната собственост и заради многобройните акции срещу пиратското разпространение – Явор Колев, началник на сектор „Борба с компютърните престъпления“ в ГДБОП

### Рицари за 2008[13][14][15]
- Севда Шишманова, за кампанията „Голямото четене“
- Валери Стефанов, за особени заслуги за развитието на книжния сектор
- Специална награда „Рицар на книгата“ за политик или общественик с най-голям принос през изминалата година за българското книгоиздаване, за стимулиране на четенето сред най-малките и учениците – Сергей Станишев, министър-председател на Република България

### Рицари за 2007[16][17]
- Проф. Боряна Христова – директор на Националната библиотека „Св. св. Кирил и Методий“
- Силвия Чолева, програма „Христо Ботев“ на БНР
- Специална награда „Рицар на книгата“ за политик или общественик с най-голям принос през изминалата година за българското книгоиздаване, за стимулиране на четенето сред най-малките и учениците – Пламен Орешарски, министър на финансите

### Рицари за 2006[18]
- Ростислава Генчева, bTV
- Петър Величков, в. „24 часа“
- Рубен Лазарев, TV7

Със специална награда за принос към книгоиздаването са отличени БНТ, община Варна и Изпълнителната агенция за насърчаване на малки и средни предприятия.
Специални грамоти получават
- Петко Тодоров, в. „Сега“
- Оля Стоянова, в. „Дневник“
- Пепи Йорданова, в. „Вестник за жената“
- Ангел Игов, в. „Култура“
- Албена Александрова, БНТ
- Катя Атанасова, „Капитал Light“
- Гриша Атанасов, радио „Алма Матер“

### Рицари за 2005[19]
- Иван Матанов, в. „Стандарт“
- Мила Вачева, в. „24 часа“
- Ирина Вагалинска, сп. „Тема“